# 沃伊道·奥蒂洛
沃伊道·奥蒂洛（匈牙利語：Vajda Attila，1983年3月17日—），匈牙利男子皮划艇运动员。他曾代表匈牙利参加2004年、2008年和2012年夏季奥林匹克运动会皮划艇比赛，共获得一枚金牌和一枚铜牌。